# بين الحزيب (بعدان)

تعديل مصدري - تعديل

بين الحزيب محلة تابعة لقرية الفراحي، التابعة لعزلة المنار بمديرية بعدان إحدى مديريات محافظة إب في الجمهورية اليمنية، بلغ تعداد سكانها 67 حسب تعداد اليمن لعام 2004.